# Liste der Monuments historiques in Saint-Nabord-sur-Aube
Die Liste der Monuments historiques in Saint-Nabord-sur-Aube führt die Monuments historiques in der französischen Gemeinde Saint-Nabord-sur-Aube auf.

## Liste der Objekte
| Bezeichnung               | Beschreibung                                                  | Standort                       | Kennzeichnung | Schutzstatus | Datum | Bild |
| ------------------------- | ------------------------------------------------------------- | ------------------------------ | ------------- | ------------ | ----- | ---- |
| Skulptur Heiliger Ludwig  | Kalkstein, farbig gefasst, zweite Hälfte des 16. Jahrhunderts | in der Kirche St-Nabord (Lage) | PM10004764    | Inscrit      | 1980  |      |
| Skulptur Madonna mit Kind | Kalkstein, übertüncht, um 1600                                | in der Kirche St-Nabord (Lage) | PM10002043    | Classé       | 1980  |      |
| Skulptur Heiliger Nabor   | Holz, farbig gefasst, zweite Hälfte des 16. Jahrhunderts      | in der Kirche St-Nabord (Lage) | PM10004765    | Inscrit      | 1980  |      |